# Gallina Paradís
La gallina Paradís va ser creació de Salvador Castelló i Carreras i fills a la Granja Paradís de l'Escola d'Avicultura d'Arenys de Mar, l'any 1916.

## Origen de la gallina Paradís
L'objectiu de Salvador Castelló i Carreras era obtenir una gallina voluminosa i de carn molt fina -que superés la Prat-, però amb una posta raonablement bona. La Prat Lleonada i la Prat Blanca sempre han tingut una bona qualitat càrnia, però no equiparable a les més famoses com les Mans, Bresse, Houdan, Gournay, Gatinais, Malinas, Sussex i Surrey.
Finalment, Castelló va publicar la fórmula o encreuaments que va emprar per obtenir la Paradís. Va partir de les races Prat, Orpington i Rhode Island. Si bé primer va intentar fer-la roig lleonada, diu que se li va fer difícil fixar aquesta coloració i aleshores va decidir partir de la varietat blanca de les esmentades races. Es van encreuar galls Orpington amb gallines Prat, i les gallines obtingudes es van encreuar al seu torn amb galls Rhode Island. La descendència es va reproduir en població tancada tot aplicant el patró establert per anar seleccionant i purificant la descendència segons el tipus desitjat.
L'any 1924, el seu fill Enric presentava aquesta nova raça en el II Congrés Mundial d'Avicultura, a la qual va posar el nom de "Paradís" fent honor a la Granja Paradís de l'Escola d'Avicultura d'Arenys de Mar, lloc on va ser obtinguda.

## Descripció de la raça Paradís
El gall i la gallina eren completament blancs, incloses les potes, amb un pes que oscil·lava al voltant dels 3,5 i el 3 quilos, respectivament. Les orelletes eren blanc rosat. La cresta, la cara i les barballeres, roig viu. Els ous, de closca rosada. I les potes, clares.
La raça Paradís era de gran vigor, carn abundosa, de fàcil engreix, i molt apta per a fer capons. Era bastant precoç, i presentava una posta mitjana de 180-200 ous, que eren de grandària mitjana a grossa i de closca rosada.
Düringen, en el seu clàssic llibre d'avicultura, diu que amb l'obtenció d'aquesta raça, l'Estat espanyol es posava al nivell d'altres estats pel que fa a aviram de carn molt fina i blanca.

## Situació actual
La raça va desaparèixer pels voltants de l'any 1975, probablement per manca d'interès comercial, que havia estat el motiu del seu origen. Malgrat tot, sembla que en aquests moments alguns avicultors afeccionats de fora del Principat de Catalunya estan treballant en la seua reconstitució: darrerament s'han vist de nou alguns exemplars de color -no els blancs- per les exposicions, alguns dels quals ja han estat adquirits per criadors catalans. Per aquest fet, i perquè es tracta d'una raça sintètica de la qual se'n coneix les races formadores, existents encara, coneixent el procés que es va seguir i el patró, no es considera oportú catalogar-la com una raça extinta.